# Carla Juaçaba
Carla Juaçaba (1976, Río de Janeiro, Brasil) es una arquitecta brasileña, ganadora del Primer premio internacional arcVision 2013, y del Premio AR Emerging Arquitecture en 2018.

## Trayectoria
Obtuvo la Licenciatura en Arquitectura y Urbanismo en 1999, en la Universidad de Santa Úrsula en Río de Janeiro y en 2004 realizó un postgrado en estructura en la Universidad Católica de Río de Janeiro. Como estudiante universitaria trabajó con la arquitecta Gisela Magalhães, de la generación de Niemeyer, sobre todo en el área de exposiciones relacionadas con las artes nativas brasileñas y los museos históricos.
Desde el 2000 desarrolló su práctica independiente de arquitectura e investigación en Río de Janeiro, y se comprometió tanto con proyectos públicos como privados, al centrarse en programas de vivienda y culturales. Desde su graduación, trabajó en diversos proyectos de viviendas residenciales como en Casa Atelier (2001) junto al arquitecto Mario Fraga, Casa Río Bonito (2005), Casa Varanda (2007), Casa Mínima (2008) y Casa Santa Teresa (2012).
La Casa Varanda, cuenta con la particularidad de haber sido diseñada para la nieta del arquitecto Sergio Bernardes y su pareja, un artista plástico colombiano. Al principio, los habitantes querían que la casa se pareciese a la Casa Lota hecha por su abuelo en 1950. De esa idea surgen algunos aspectos, sobre todo la expresión material del techo. La evolución de ese proyecto puede definirse a partir de la noción de interactividad entre clientes y proyectistas.
Participó en diversos concursos nacionales e internacionales como el concurso para el Golf Olímpico Río de Janeiro (2012), el nuevo Museo del Medio Ambiente Río de Janeiro (2010), la UIA Torino (2008), Parque Nam June Corea (2003) y el 1er premio CSN en Construcción Proyecto de Graduación Civil.
Entre algunos de los diseños para exposiciones que realizó, se encuentra el pabellón efímero Humanidad 2012, que concibió junto a la escenógrafa y directora de teatro Bia Lessa para el evento internacional de la conferencia de la ONU sobre desarrollo sostenible "Rio+20" de 2012. Dicho edificio puede definirse a partir de un sistema de andamios, translúcido, que se expone a diversas condiciones climáticas: luz, calor, lluvia, sonidos de olas y viento, y que pretende recordar la fragilidad humana, cuando se la compara con el resto de la naturaleza. Según las autoras, La mejor sostenibilidad, se logra con construcciones de bajo costo, fácilmente desmanteladas y continuamente reciclables, como los tubos de andamiaje que forman los 170 m de longitud.
Fue Jurado de BIAU Bienal Iberoamericana en Madrid, España, 2012 y además en 2013 ganó la primera edición del premio internacional ArcVision – Mujer y Arquitectura, un premio internacional para la arquitectura social de las mujeres establecidos por Italcementi Group. El jurado de este premio (un taller de investigación y € 50,000) destacó a Carla por su creatividad en la búsqueda de soluciones no convencionales, la sensibilidad al contexto de sus obras, la funcionalidad, y su gestión de proyectos de diversas escalas como la sostenibilidad del pabellón Humanidad 2012 y la Casa Varanda, construida en un sitio donde todos los árboles debían ser preservados.
En 2013-14 desarrolló el proyecto para el primer Hospicio de Brasil, para la Fundación del Cáncer. En 2015 realizó el proyecto de expografía "Tarsila y las mujeres modernas del Río" en el museo del MAR-RJ.
Además, trabaja en el medio académico, como profesora en la Escuela de Arquitectura de la Pontificia Universidad Católica PUC-RJ. Su trabajo se centra en un tema intrínseco de la disciplina: la poética de la tectónica y su potencial expresivo. También desarrolla investigaciones, dicta conferencias y participa en bienales y exposiciones internacionales. 
Fue invitada a la Bienal de Arquitectura de Venecia 2018 con el proyecto BALLAST, y también construyó una de las Capillas Vaticanas para el Pabellón de la Santa Sede.  
Entre sus logros más recientes, su estudio ganó el AR Emerging Architecture 2018, en Ámsterdam, y recibió un premio de £10.000 en reconocimiento a la selección de proyectos presentados como la capilla del Pabellón de la Santa Sede en la Bienal de Venecia de 2018 y la Casa Santa Teresa en Río de Janeiro. La presentación fue en vivo frente al jurado del Festival Mundial de Arquitectura (WAF) quienes destacaron la consistencia y continuidad de su trabajo; la tenacidad y determinación para lograr su visión y el trabajo de sitio.

## Obras
- Casa Atelier (2001)
- Casa Río Bonito (2005)
- Casa Varanda (2007)
- Casa Mínima (2008)
- Casa Santa Teresa (2012)
- Pabellón Humanidad 2012 (2012)
- BALLAST (2018)
- Capilla Vaticana (2018)

## Premios y reconocimientos
- Premio arcVision (2013)[10]
- Premio AR Emerging Arquitecture  (2018)